# The Occupied Europe Tour 1985
Albums de Laibach
Nova Akropola
(1986) Opus Dei
(1987)
The Occupied Europe Tour 1985 est un album live de Laibach, sorti en 1986.

## Historique
Les morceaux de The Occupied Europe Tour 1985 ont été enregistrés en concert entre décembre 1984 et juillet 1985 dans les villes de Ljubljana, Hambourg et Londres. Graeme Revell, fondateur du groupe SPK, s'est occupé de l'enregistrement du concert de Londres.
Le LP sort en avril 1986. La face A de ce dernier est illustrée par la première apparition du logo du NSK (Neue Slowenische Kunst) sur une réalisation du groupe.

## Liste des titres

### Version CD
| No  | Titre                           | Durée |
| --- | ------------------------------- | ----- |
| 1.  | Perspektive                     | 1:19  |
| 2.  | Vier Personen                   | 5:29  |
| 3.  | Nova Akropola                   | 13:19 |
| 4.  | Vojna Poema                     | 3:32  |
| 5.  | Panorama                        | 3:35  |
| 6.  | Ti, Ki Izzivaš                  | 4:01  |
| 7.  | Die Liebe Ist Die Grösste Kraft | 4:38  |
| 8.  | Vade Retro                      | 5:15  |
| 9.  | Država                          | 4:19  |
| 10. | Untitled                        | 0:26  |

## Crédits
- Radio Študent - enregistrement (Ljubljana)
- Uli Rehberg - enregistrement (Hambourg)
- Graeme Revell - enregistrement (Londres)
- David Black - conception graphique
- Laibach Kunst - conception graphique

## Versions
| Type | Label        | Référence | Année | Pays        |
| ---- | ------------ | --------- | ----- | ----------- |
| LP   | Side Effects | SER 08    | 1986  | Royaume-Uni |
| CD   | Side Effects | SE-CD-8   | 1990  | Royaume-Uni |
| CD   | Mute Records | 9 61071-2 | 1991  | USA         |
| K7   | Elektra      | 9 61071-4 | 1991  | USA         |